# Cas Zappone contra Administració Tributària
El cas Zappone i Gilligan contra Administració Tributària i altres (en anglès: Zappone & Gilligan v. Revenue Commissioners & Ors) o també conegut com el cas KAL'', amb la citació [2006] IEHC 404, va ser un cas del Tribunal Superior. Es va convertir en un dels primers esdeveniments importants en el debat sobre el reconeixement del matrimoni entre persones del mateix sexe a Irlanda. Les demandants Ann Louise Gilligan i Katherine Zappone van sol·licitar sense èxit el reconeixement del seu matrimoni canadenc.
El cas va contribuir a impulsar la Llei d'Unió Civil i uns Certs Drets i Obligacions dels Cohabitants de 2010, així com la 34a Esmena de la Constitució d'Irlanda que va permetre la Llei de matrimoni de 2015, que va legalitzar el matrimoni entre persones del mateix sexe en la República d'Irlanda.

## Cas

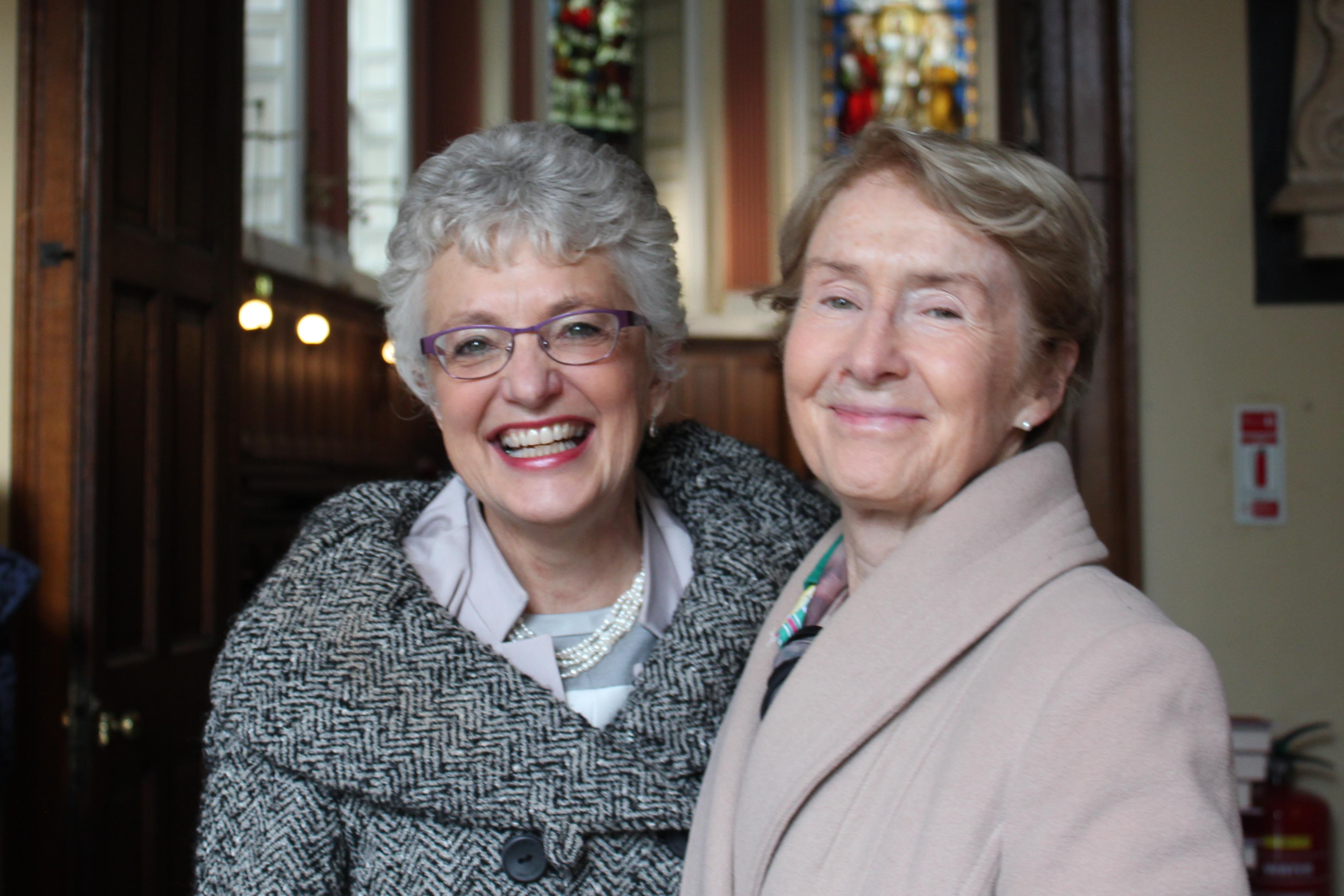
Katherine Zappone i Ann Louise Gilligan en un servei en la capella del Trinity College, Dublín, el 16 de novembre de 2014.

Al novembre de 2004, la parella de lesbianes Katherine Zappone i Ann Louise Gilligan (K & Al) va obtenir permís del Tribunal Superior per a presentar una demanda de reconeixement del seu matrimoni de setembre de 2003 a Vancouver per a la presentació de declaracions fiscals conjuntes a Irlanda. El jutge Liam McKechnie va assenyalar que el cas era significatiu i que abastaria qüestions de gran abast que afecten molts aspectes de la societat. L'advocat principal, Gerard Hogan, va argumentar que ni la constitució irlandesa de 1937 ni les lleis tributàries més recents defineixen específicament el matrimoni com entre un home i una dona. Després d'una demora, el Govern va anunciar a l'abril de 2005 que impugnaria el cas basant-se en el consell del Fiscal General que prevaldria. El cas va ser objecte d'una cobertura mediàtica al The Boston Globe i la parella va ser entrevistada en el programa The Late Late Show. Escrivint sobre el començament del cas, Ciara Dwyer del Irish Independent va escriure:
| « | Es van sorprendre que tot el que havien estalviat podrien arruïnar-se. Quan van contactar per primera vegada amb Hisenda amb preguntes, els funcionaris fiscals estaven confosos per la seva situació. Sí, estaven casats, però eren del mateix sexe. La parella va pensar que era hora de lluitar pel seu cas. "Fotudament furiosa", diu Katherine. | » |

La parella va estar representada per Michael M. Collins, SC, Gerard Hogan, SC (posteriorment designat per al Tribunal Superior en 2010 i per al Tribunal d'Apel·lació en 2014), i Ivana Bacik (posteriorment triada per al Seanad Éireann en 2007).
Les audiències del cas es van celebrar del 3 al 13 d'octubre de 2006 i la sentència es va dictar el 14 de desembre de 2006. La jutgessa Dunne va considerar que, tot i que es tractava d'un "document viu", la Constitució d'Irlanda sempre va pretendre que el matrimoni fora entre un home i una dona, que les definicions utilitzades en la Llei de Registre Civil de 2004 eren una expressió de les actituds actuals de l'Estat i que no trobava cap raó per a canviar això. A més, va considerar que la Constitució no violava els drets dels demandants en virtut del dret europeu. No obstant això, la sentència va dir que el tema és molt actual i que indubtablement hi havia dificultats i penúries per a les parelles del mateix sexe i les parelles heterosexuals no casades i que "és d'esperar que els canvis legislatius per a millorar aquestes dificultats no trigaran a arribar". En última instància, correspon a la legislatura determinar en quina mesura han de fer-se aquests canvis". Dunne J. no va considerar explícitament que el matrimoni entre persones del mateix sexe fos inconstitucional.
El 23 de febrer de 2007, el cas va ser apel·lat davant el Tribunal Suprem. El cas va arribar al Tribunal Suprem en 2012, encara que va tornar al Tribunal Superior per a impugnar diferents elements de la llei, concretament la Llei de Registre Civil de 2004 i la Llei d'Unió Civil de 2010.

## Desenvolupaments posteriors
En 2008, la parella va publicar unes memòries conjuntes, Our Lives Out Loud: In Pursuit of Justice and Equality, que detallava els antecedents del cas. El seu pròleg va ser escrit per l'arquebisbe Desmond Tutu.
La Llei de Parelles Civils i uns Certs Drets i Obligacions dels Cohabitants de 2010 permetia a les parelles del mateix sexe formar parelles civils. Katherine Zappone va ser nominada pel Taoiseach com a senadora per al 24é període, que comença en l'any 2011.
La trentena quarta esmena de la Constitució d'Irlanda va ser aprovada per referèndum el 22 de maig de 2015, que permetia contreure matrimoni sense distinció de sexe. Això va entrar en vigor amb la Llei de Matrimoni de 2015. Katherine Zappone i Ann Louse Gilligan van renovar els seus vots matrimonials en una cerimònia a l'Ajuntament de Dublín el 22 de gener de 2016. El President d'Irlanda, Michael D. Higgins, juntament amb altres polítics irlandesos, va assistir a la cerimònia.
En les eleccions generals de 2016, Zappone va ser triat com Teachta Dála per al sud-oest de Dublín i va ser nomenat pel Taoiseach Enda Kenny com a Ministre d'Infància i Afers de la Joventut.
Ann Louise Gilligan va morir al juny de 2017.